# Glogauer Wehrturm

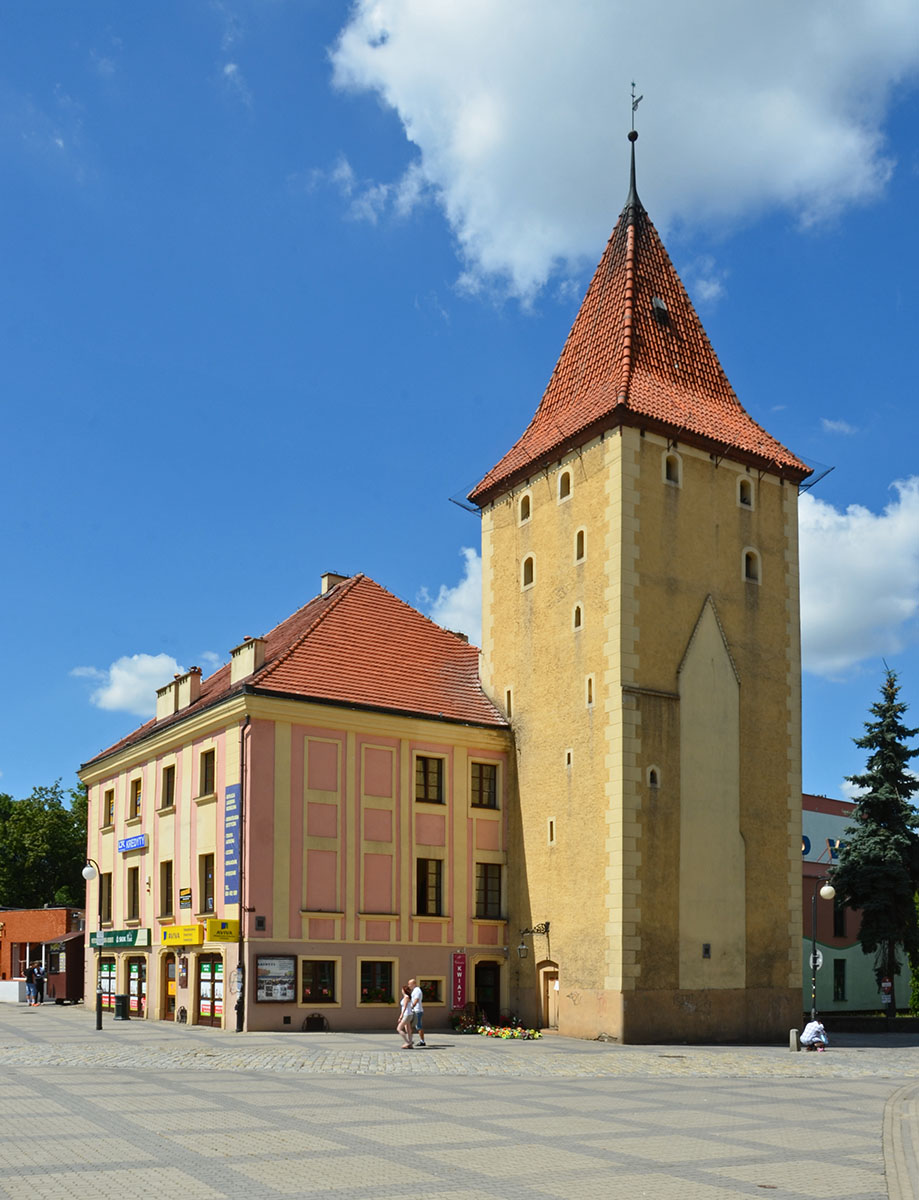
Lubin, Glogauer Wehrturm

Der Glogauer Wehrturm (polnisch Baszta Głogowska) in Lubin, dem früheren Lüben in der polnischen Woiwodschaft Niederschlesien, ist ein gotisches Bauwerk aus dem 14. Jahrhundert. Er befindet sich im nordwestlichen Teil des Marktplatzes.

## Beschreibung
Der Glogauer Wehrturm hat einen quadratischen Grundriss. Er wurde während des Baus der Lübener Stadtmauer in der Mitte des 14. Jahrhunderts errichtet und im 16. Jahrhundert erhöht. Im 18. und 19. Jahrhundert erfolgten Umbauten. Seine unteren Teile bestehen aus Natur- und Ziegelsteinen, die oberen Teile aus Ziegelsteinen. Das Zeltdach stammt aus dem 19. Jahrhundert.
Das Glogauer Tor bestand aus einem Torgebäude, das von Norden an den Turm angrenzte, und einem Stadttor vor der Stadtmauer. Im Torgebäude befand sich eine 6 Meter hohe gewölbte Durchfahrt mit einer Zugbrücke, die zunächst 10 Meter, dann 20 Meter hoch war. Am Tor gab es eine doppelte Wehrmauer und einen dreifachen Wassergraben mit drei Brücken, von denen eine eine Zugbrücke war. Ein dreistöckiges Gebäude aus dem 18. Jahrhundert grenzte an die nordöstliche Mauer des Wehrturms.

## Heutiger Zustand
Das charakteristische Gebäude Lubins ist ein sechsstöckiger und auf einem quadratischen Grundriss errichteter Torturm. Die gesamte Fassade ist mit Putz und an den Mauerecken mit Bossenwerk versehen. Es gibt unregelmäßig angeordnete gotische Fenster unterschiedlicher Größe in Steinrahmen, die im oberen Teil des Turms größer und im unteren Teil kleiner sind. Das Gebäude hat ein hohes Dach mit Ziegeldeckung. Bemerkenswert ist der an der Nordwand erhaltene Ansatz der einstigen Wehrmauer, der die Höhe der ursprünglichen Stadtbefestigung zeigt.

## Nutzung
Im 17. und 18. Jahrhundert diente der Turm als städtisches Gefängnis, was einen Abriss verhinderte. 1908 wurde dort ein Stadtmuseum eingerichtet, das im Turmgebäude bis 1945 blieb. Während der Kämpfe um die Stadt am Ende des Zweiten Weltkriegs wurde es schwer beschädigt und erst 1957 vor fortschreitender Zerstörung gesichert. Nach der Renovierung wurde es unter anderem von der Filiale der Polnischen Touristik- und Landeskundegesellschaft (polnisch Polskie Towarzystwo Turystyczno-Krajoznawcze, kurz PTTK) in Lubin als Jugendherberge genutzt. Heute wird das Turmgebäude von mehreren polnischen Einrichtungen genutzt (Lubiński Klub Wysokogórski, Klub Turystyki Górskiej “Problem”, Stowarzyszenie Twórców Kultury, Towarzystwo Miłośników Ziemi Lubińskiej und Stowarzyszenie Absolwentów I Liceum Ogólnokształcącego w Lubinie "Absolwent").